# Aspisviper
Die Aspisviper (Vipera aspis) gehört zur Familie der Vipern (Viperidae) und zu der Gattung Vipera innerhalb der Schlangen. Sie erreicht eine Länge von bis zu 90 Zentimetern und ist neben der Kreuzotter die zweite in Deutschland und der Schweiz vorkommende Giftschlangenart, wobei sie in Deutschland nur im südlichen Schwarzwald beheimatet ist. Neben dem äußersten Südwesten Deutschlands umfasst das Verbreitungsgebiet Spanien, Frankreich, die westliche und südliche Schweiz, Italien und einen kleinen Teil von Slowenien.

## Merkmale
Die Gesamtlänge der Aspisviper beträgt meist 60 bis 85 Zentimeter, maximal bis zu 90 Zentimeter. Die Männchen werden größer als die Weibchen. Die Aspisviper wirkt gedrungen und hat einen kurzen, dünnen Schwanz. Der Kopf ist dreieckig und deutlich vom Körper abgesetzt. Die Schnauzenspitze ist mehr oder weniger deutlich aufgestülpt, aber ohne Schnauzenhorn, wie dies etwa bei der Europäischen Hornotter (Vipera ammodytes) typisch ist. Die Pupille ist senkrecht und die Iris ist gelblich bis bräunlich. Der gesamte Kopf ist mit vielen kleinen Schuppen bedeckt, die Überaugenschilde, auch als Supraocularia bezeichnet, bilden eine scharfe Kante über den Augen. Zwischen dem Augenunterrand und den Oberlippenschilden liegen zwei Reihen von Unteraugenschildchen, die sogenannten Subocularia.

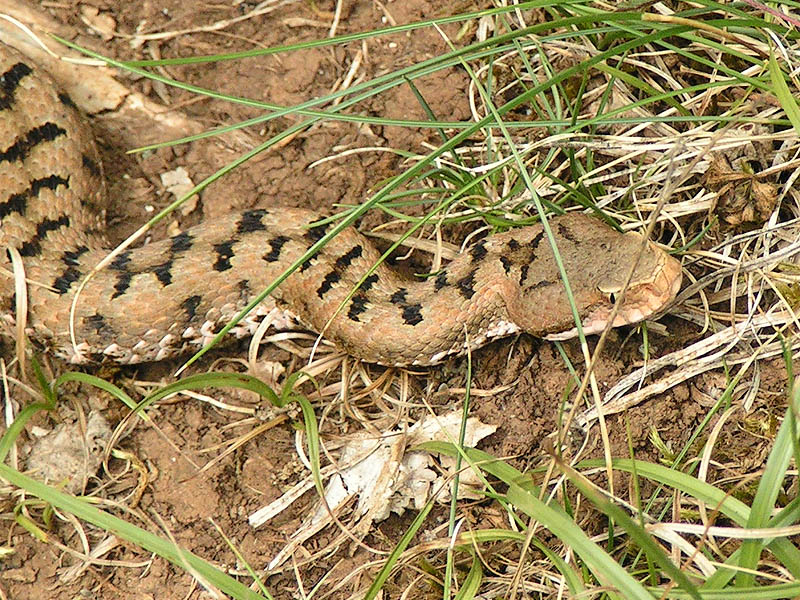
Aspisviper mit der typischen „kantigen“ Nasenform

Die Grundfärbung kann von Hellgrau, Graugelb, Braun, Rotbraun, Orange oder Rostrot bis hin zu einem vollständigen Schwarz reichen. Die schwarze Grundfärbung (Melanismus) ist selten und tritt vor allem bei in den Alpen vorkommenden Individuen auf. Männchen sind grundsätzlich etwas kontrastreicher gefärbt als Weibchen.
Die Zeichnung der Oberseite variiert erheblich und kann zur Individualerkennung verwendet werden. Sie zeigt vom Nacken bis zum Schwanz zwei Reihen von dunklen Querbinden, in der Herpetologie auch „Barren“ genannt. Die Barren der beiden Körperseiten sind gegeneinander versetzt, können individuell aber auch zu einer Wellenlinie oder einem Zickzackband verschmelzen. Charakteristisch ist eine breitere, dunkelbraune bis schwarze Binde, die am Hinterrand des Auges beginnt und sich bis auf den Hinterkopf oder die Halsseiten erstreckt. Sie wird auch als Schläfenband bezeichnet. Auf den Körperseiten kommt eine weitere Barren- oder Fleckenreihe vor. Insgesamt besitzen die Schlangen 21 bis 23 Rückenschuppenreihen, die deutlich gekielt sind. Die Unterseite kann verschiedene Grau- oder Brauntöne aufweisen und dunkel gesprenkelt sein, auf der Schwanzunterseite ist die Färbung häufig gelblich bis orange.

### Karyotyp
Gemeinsam mit dem der Europäischen Hornotter ist der Karyotyp der Aspisviper unter den europäischen Vipern einzigartig. Sowohl in der Anzahl der Chromosomen als auch in deren Gestalt gibt es dabei deutliche Unterschiede. So besitzen diese beiden Arten insgesamt einen Chromosomensatz von 21 Chromosomenpaaren (2n = 42), wovon 11 sehr groß sind (Makrochromosomen). Zum Vergleich: Die Kreuzotter und die meisten anderen Arten besitzen nur 18 Chromosomenpaare mit nur 8 Makrochromosomensets. Die Geschlechtschromosomen sind unterschiedlich groß. Die Männchen besitzen ein Paar aus gleich großen und metazentrischen Chromosomen, bei den Weibchen ist das zweite Geschlechtschromosom dagegen nur halb so groß wie das erstere, Heterogametie kommt hier also bei den Weibchen vor.

## Verbreitung und Lebensraum

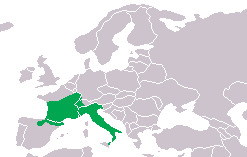
Verbreitungsgebiet der Aspisviper

Die Aspisviper ist in Europa von Nordostspanien über Frankreich, die Schweiz, Italien und Nordwest-Slowenien verbreitet. Besonders häufig ist sie dabei in den höheren Lagen der Alpen und der Pyrenäen in Höhen bis zu 3000 m. In Deutschland gibt es nur ein Vorkommen der Art in zwei tief eingeschnittenen Tälern im südlichen Schwarzwald an der nördlichen Verbreitungsgrenze der Art. Das maximal acht Kilometer lange und fünf Kilometer breite Areal dort wird als Überbleibsel einer Ausbreitung in postglazialer Warmzeit interpretiert, bei der das Rheintal überschritten und die südlichen Vorposten des Schwarzwalds besiedelt wurden.
Als Lebensraum werden warme, trockene und steinige Biotope wie Geröllflächen, Steinbrüche und vegetationsfreie Schotterflächen an südexponierten Hängen bevorzugt.

## Lebensweise

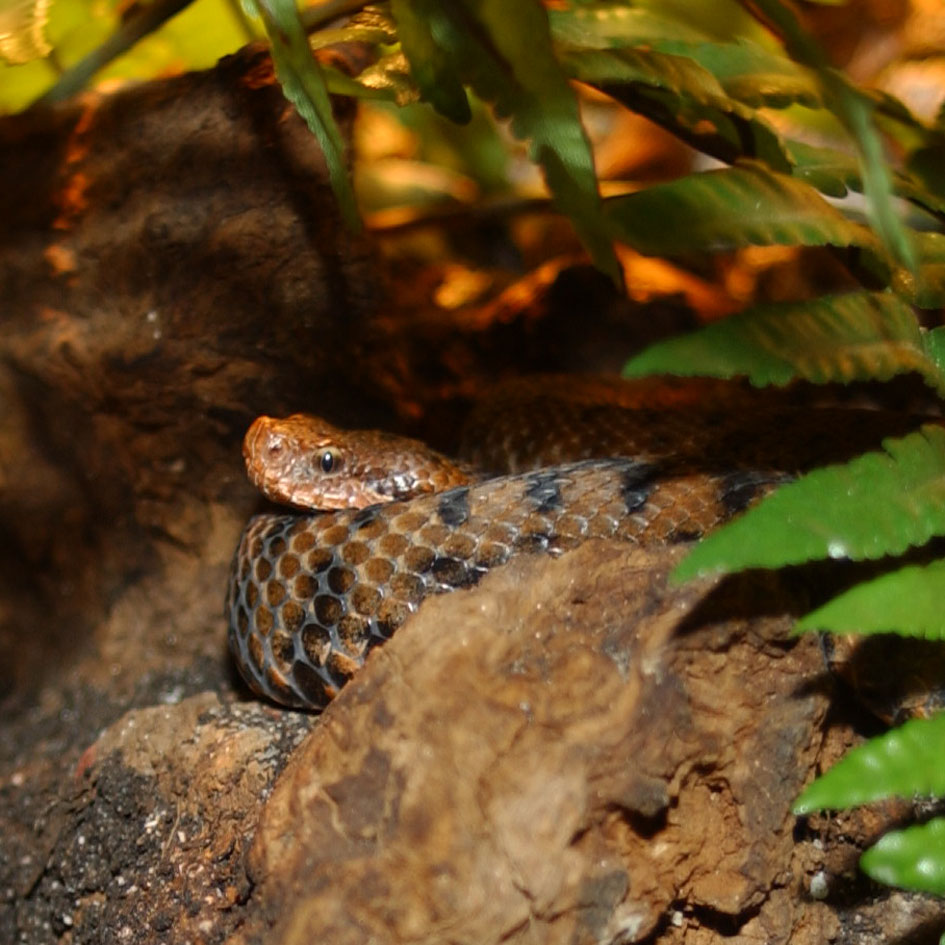
Aspisviper im Terrarium

Die Aspisviper ist überwiegend tagaktiv, teilweise aber auch nachtaktiv und sehr standorttreu. Häufig beginnt sie ihre Tagesaktivität bereits früh morgens mit einem ersten intensiven Sonnenbad. Sie meidet Wind und starke Sonnenbestrahlung und flieht bei Störungen. Wird sie jedoch überrascht oder in die Enge getrieben, attackiert sie den Störer mit Bissen. Dabei kommt es immer zuerst zu einem Warnverhalten, bei dem sich die Tiere zusammenrollen, den Vorderkörper anheben und meistens deutlich hörbar zischen. Als Tagesverstecke werden vor allem Kleintierbauten, Wurzelhöhlen oder Verstecke unter Steinen und in Gebüschen genutzt.
Als Nahrung dienen der solenoglyph bezahnten Schlange hauptsächlich Kleinsäuger, es werden aber auch Eidechsen und Vögel erbeutet. Die Aspisviper ist ein Lauerjäger. In Reichweite befindliche Beutetiere werden gebissen und danach verfolgt. Die verendete Beute wird dann mit dem Kopf voran verschlungen. Als Fressfeinde kommen unter anderem verschiedene Marderarten in Frage (Iltis, Steinmarder, Dachs) außerdem Igel, Rabenkrähen, Kolkraben und Mäusebussarde. Auch von der Schlingnatter (Coronella austriaca) und einigen anderen Schlangenarten wird angenommen, dass sie vor allem Jungtiere der Aspisviper angreifen und fressen.
Während der Wintermonate – in Mitteleuropa von Mitte Oktober bis Mitte März – halten die Tiere eine Winterstarre, die meist in unterirdischen Verstecken in acht bis zehn Zentimeter Tiefe stattfindet. Die Durchschnittstemperatur in diesen Verstecken liegt bei etwa 8 °C und die Tiere überwintern meistens einzeln.

### Bildserie

Eine wildlebende toskanische Aspisviper beim Verzehr einer Eidechse
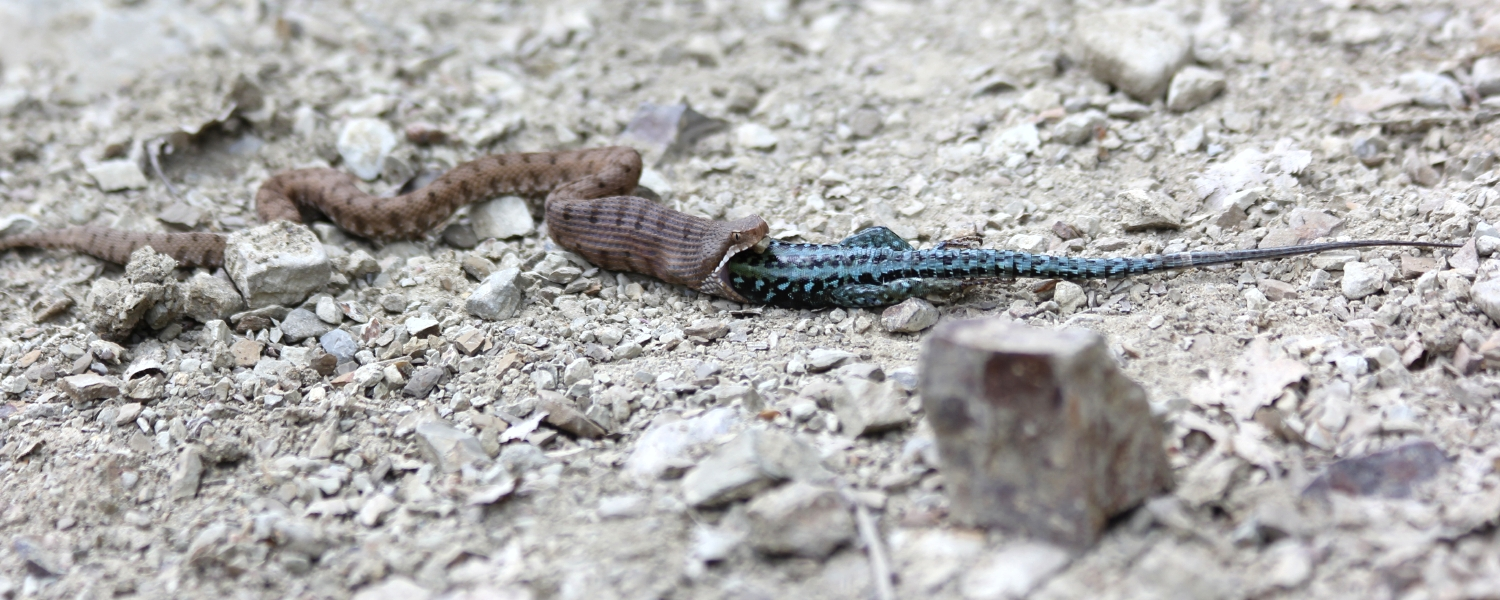
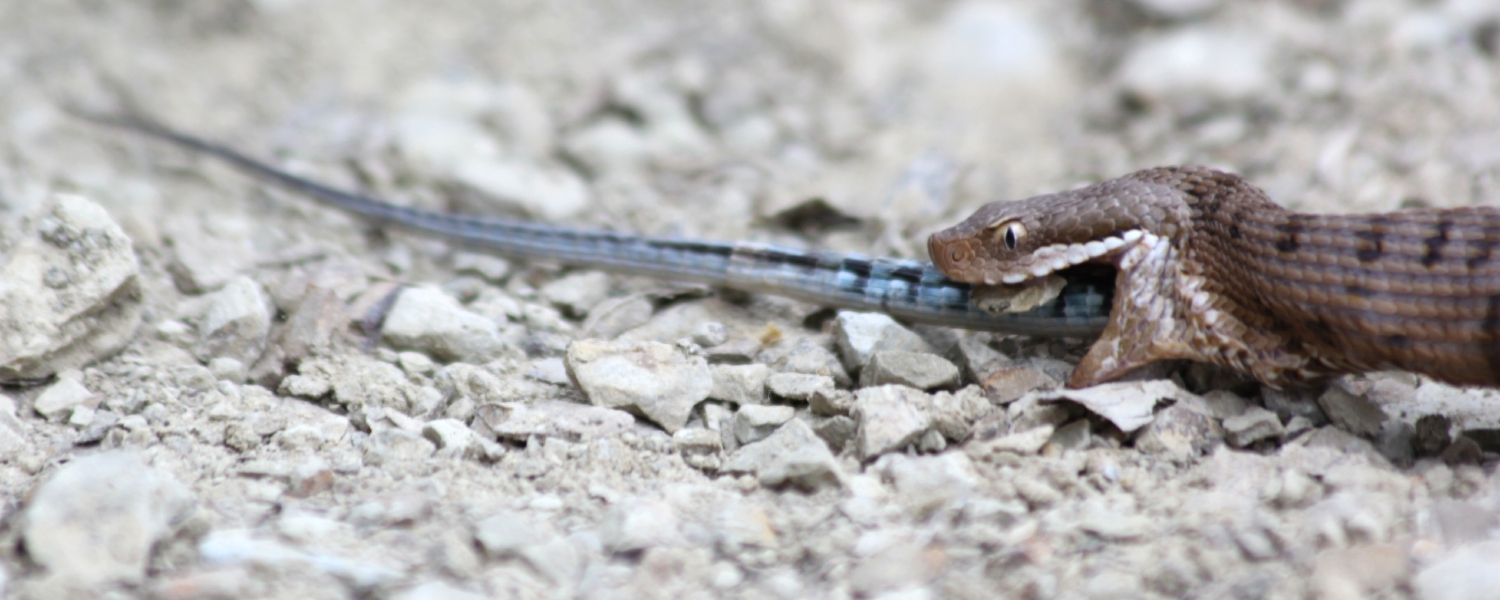
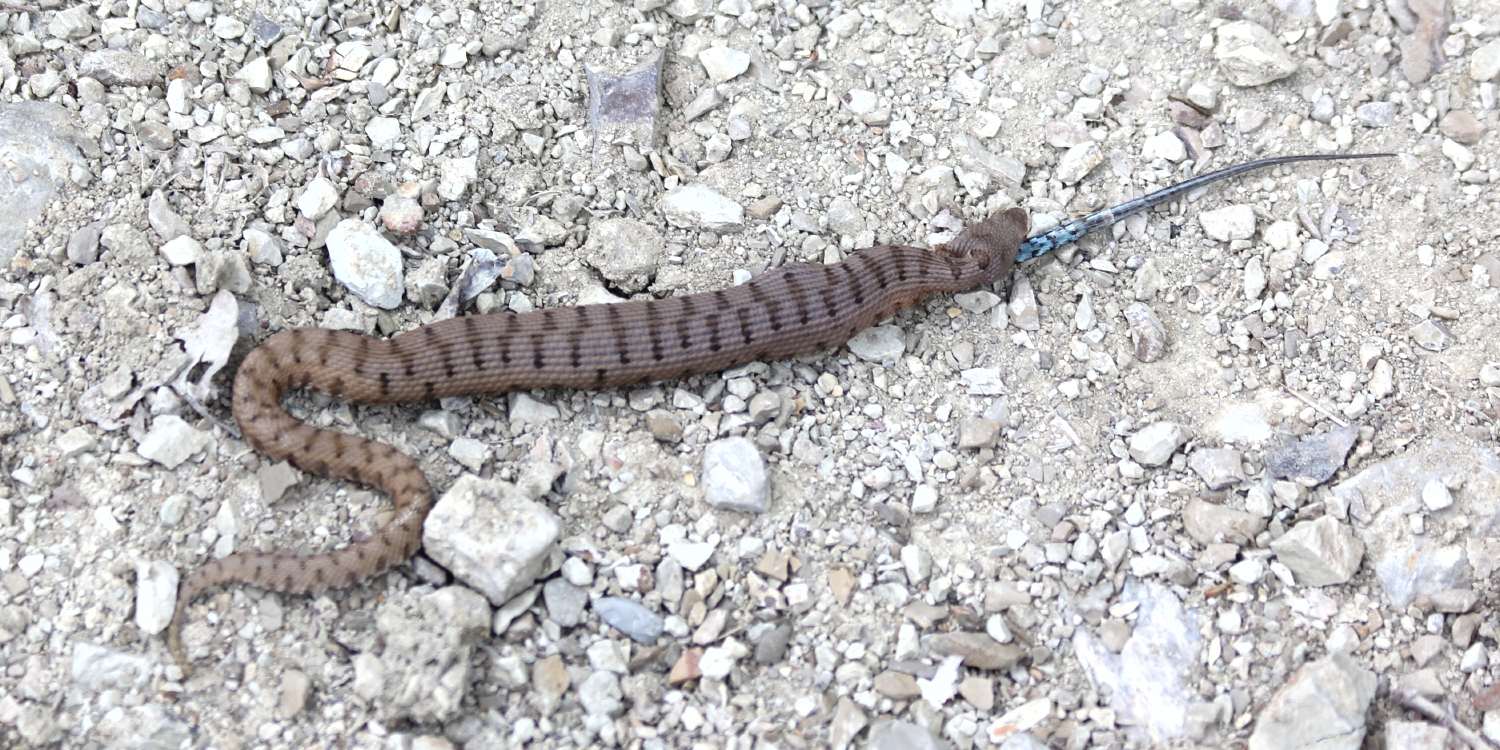

## Fortpflanzung und Entwicklung

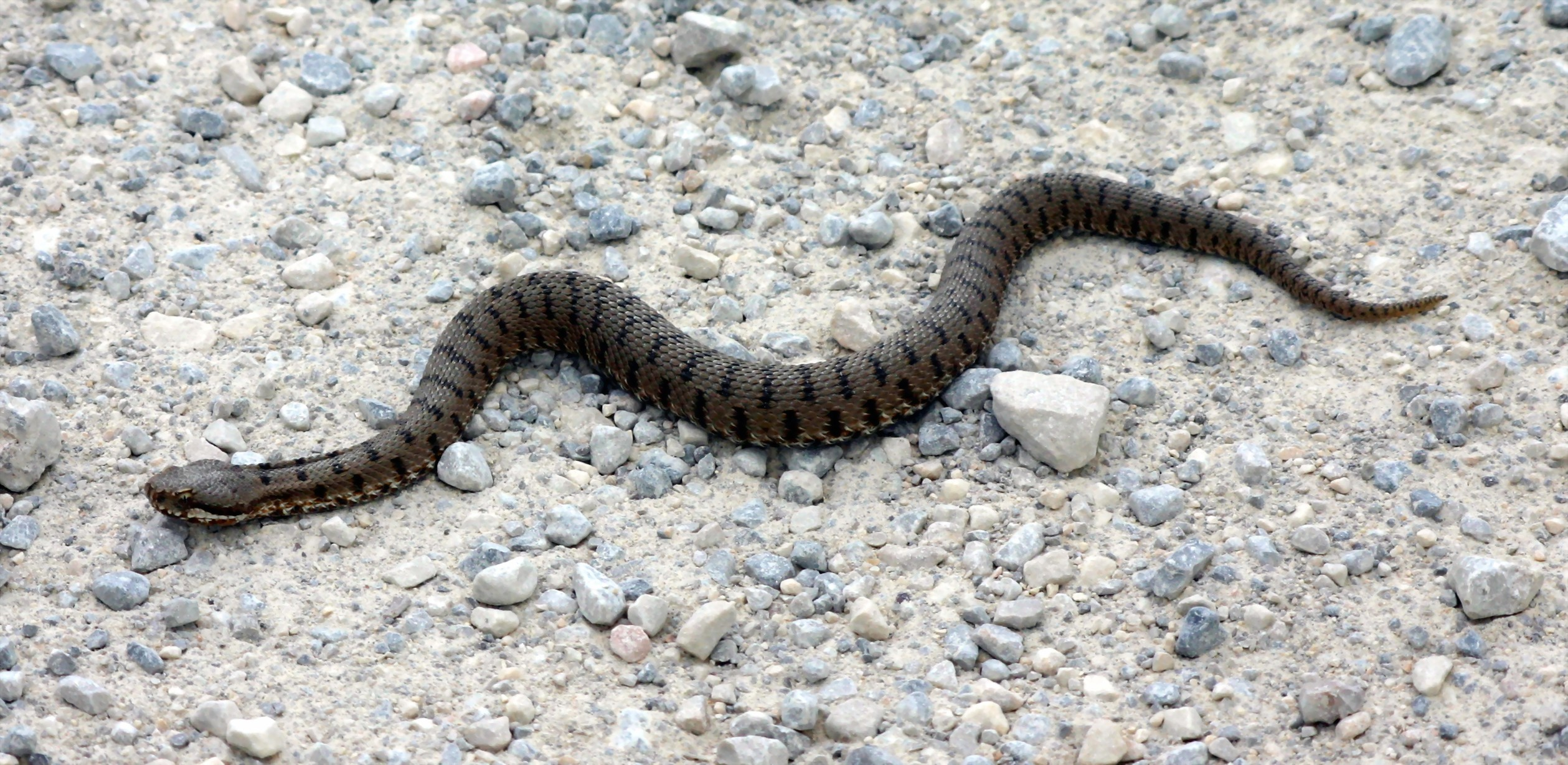
Aspisviper

Nach der Winterruhe kommt es im April bis Mai zu den Paarungen der Tiere, eine weitere kurze Paarungszeit kann im Herbst zwischen September und Oktober erfolgen. Dafür suchen die Männchen nach Duftspuren von Weibchen, die diese hinterlassen und die aufgrund spezifischer Pheromone erkannt werden. Die Aufnahme des Geruchs erfolgt dabei wie bei der Beuteverfolgung durch die Zunge und das Jacobsonsche Organ im Gaumen der Schlange. Hat das Männchen das Weibchen gefunden, kommt es zur Paarung, wobei das männliche Tier zuerst versucht, einen Körperkontakt mit dem Weibchen herzustellen und sich in ganzer Länge daneben legt. Danach umschlingt es mit dem Hinterleib das Weibchen und führt einen seiner stachelbewehrten Hemipenes in dessen Kloake ein. Das Weibchen versucht in dieser Stellung häufig, einen Unterschlupf zu erreichen und schleift dabei das Männchen mit. Die Paarung dauert eine bis zwei Stunden, danach trennen sich die Tiere wieder.
Innerhalb der Balzzeit kommt es zu durchschnittlich sechs Paarungen bei jedem Tier, dabei können die Partner dieselben sein oder auch gewechselt werden. Trifft das Männchen bei dem Weibchen auf ein weiteres männliches Tier, kommt es zu einem Kommentkampf, bei dem die Einzeltiere versuchen, das Gegenüber zu Boden zu drücken und zu vertreiben.
Die Spermien des Männchens verbleiben im Körper des Weibchens bis zur Ovulation, die meistens erst vier bis sechs Wochen nach den Paarungen stattfindet, erst dann kommt es zur Befruchtung. Daran anschließend erfolgt die Tragezeit, die abhängig von der Umgebungstemperatur zwei bis vier Monate dauern kann. Die Aspisviper ist ovovivipar, das Weibchen bringt also seine Jungtiere lebend zur Welt oder diese schlüpfen direkt bei und nach der Geburt aus ihren dünnen Eihüllen.
Insgesamt bringen die Mutterschlangen zwischen 2 und 15 Jungschlangen zur Welt, selten auch mehr. Die Jungschlangen wiegen vier bis sieben Gramm bei einer Länge von 14 bis 24 Zentimetern. Abhängig vom Geburtszeitraum jagen sie noch etwa einen Monat oder gehen direkt in die Winterstarre über. Die ersten Paarungen erfolgen im dritten oder vierten Lebensjahr. Das bisher älteste bekannte Tier war 14 Jahre alt, das Alter wurde dabei anhand von Knochenschliffen ermittelt.

## Schlangengift

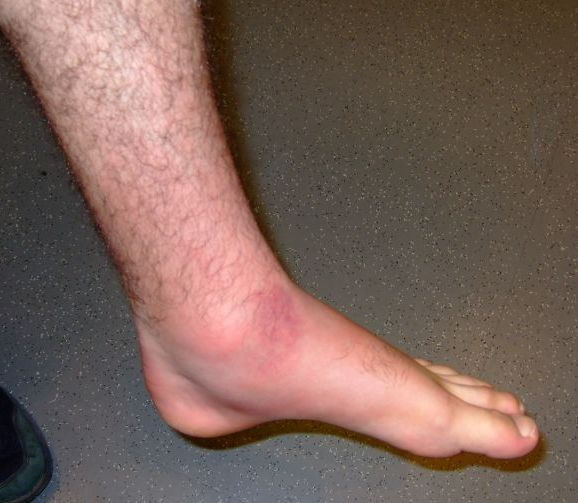
Infizierter Biss, dritter Tag ohne Behandlung

Das Gift der Aspisviper ähnelt dem der Kreuzotter (Vipera berus), ist jedoch im Falle intravenöser Injektion nur halb so stark. Auch liegt der Giftvorrat der Aspisviper mit 9–10 mg etwa beim Minimum des Vorrats einer Kreuzotter. Dennoch kann ein Biss im Extremfall für den Menschen auch tödlich sein; so starb 2013 ein 53-Jähriger nach mehreren Bissen einer Aspisviper trotz sofortiger medizinischer Hilfe.
Als Symptome des Bisses bildet sich wie bei den anderen europäischen Vipern rund um die Bissstelle eine umfassende Schwellung und es kann auf Grund von enthaltenen Nervengiften (Neurotoxinen) zu Atemnot und Herzbeschwerden kommen. Der überwiegende Anteil des Viperngifts wirkt hämotoxisch, es zerstört also vor allem Zellen des Bluts und die sie umgebenden Gewebe durch verschiedene Proteasen, wodurch es im Bereich der Schwellung zu bläulichen Verfärbungen durch Blutaustritt in das Bindegewebe kommt. Eine Behandlung im Krankenhaus mit einem unspezifisch bei allen europäischen Vipernarten wirkenden Antivenin ist meistens angebracht.

## Systematik
Die wissenschaftliche Erstbeschreibung der Aspisviper erfolgte 1758 durch Carl von Linné, der sie als Coluber aspis beschrieb. 1768 ordnete Josephus Nicolaus Laurenti sie der Gattung Vipera als Vipera aspis zu.
Es werden fünf Unterarten unterschieden. Die Nominatform Vipera aspis aspis lebt in Nord- und Zentralfrankreich und auch die in Deutschland heimischen Tiere gehören ihr an. In den spanischen und französischen Pyrenäen lebt Vipera aspis zinnikeri und in Südostfrankreich, der Schweiz sowie Nordwestitalien Vipera aspis atra. Vipera aspis francisciredi lebt in Nord- und Zentralitalien und Vipera aspis hugyi stellt eine Inselform auf Sizilien dar.

## Verwechslungsmöglichkeiten

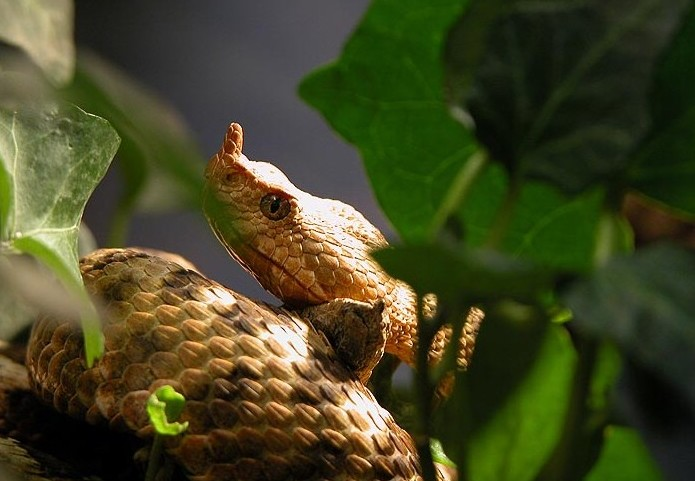
Europäische Hornotter mit deutlichem Schnauzenhorn – bei der Aspisviper fehlt dieses dagegen

Vier in Europa vorkommende Arten ähneln der Aspisviper, so dass sie bei Freilandbeobachtungen mit dieser Art verwechselt werden können. Die Kreuzotter (Vipera berus) und die Wiesenotter (Vipera ursinii) haben im Gegensatz zur Aspisviper keine aufgewölbte Schnauzenregion. Die Europäische Hornotter (Vipera ammodytes) und die Stülpnasenotter (Vipera latastei) haben im Gegensatz zur Aspisviper ein deutliches Schnauzenhorn.

## Gefährdung und Schutz
Die Aspisviper lebt in einem recht großen Verbreitungsgebiet und kommt dabei in sehr unterschiedlichen Habitaten vor, sie ist also kein Tier mit sehr speziellen Lebensraumansprüchen. Daher besteht keine direkte Gefährdung für die Art. Anders sieht dies in einigen isolierten Populationen aus, zu denen auch die in Deutschland lebenden Tiere gehören. Diese sind davon abhängig, dass die Habitate weitgehend in ihrem jetzigen Strukturreichtum erhalten bleiben. In Deutschland wird sie entsprechend dem sehr begrenzten Lebensraum in der Roten Liste in die Kategorie 1 – vom Aussterben bedroht – eingeordnet.
Als Hauptgefährdungsursachen werden Straßen angegeben, wo die Tiere relativ häufig überfahren werden. Eine weitere Gefahr für die Populationen stellen Schlangenhalter dar, die Aspisvipern für ihr heimisches Terrarium fangen.
Schutzstatus
- Fauna-Flora-Habitat-Richtlinie (FFH-RL): nicht aufgeführt
- Bundesartenschutzverordnung (BArtSchV): „besonders geschützt“ sowie „streng geschützt“

Rote Liste-Einstufungen
- Rote Liste der Bundesrepublik Deutschland: 1 – vom Aussterben bedroht
  - Rote Liste Baden-Württemberg: 1 – vom Aussterben bedroht
- Rote Liste Österreichs: (diese Art kommt hier nicht vor)
- Rote Liste der Schweiz: Nominatform „Juraviper“ (Vipera aspis aspis): CR (entspricht: vom Aussterben bedroht)

Unterart „Alpenviper“ (Vipera aspis atra): VU (entspricht: gefährdet)
Unterart „Rediviper“ (Vipera aspis francisciredi): EN (entspricht: stark gefährdet)
Wie alle europäischen Schlangenarten ist die Aspisviper im Anhang II der Berner Konvention (Übereinkommen über die Erhaltung der europäischen wildlebenden Pflanzen und Tiere und ihrer natürlichen Lebensräume) aufgeführt und genießt dadurch innerhalb der Europäischen Union strengen Schutz. Die Tiere dürfen weder getötet noch gefangen werden, Halter dieser Schlangenart müssen entsprechende Herkunft- und Nachzuchtbestätigungen vorlegen.